# Теодора божеволіє
Теодора божеволіє (англ. Theodora Goes Wild) — американська комедійна мелодрама режисера Річарда Болеславского 1936 року.

## Сюжет
Молода дівчина Теодора Лінн — вчителька недільної школи та органістка в місцевій церкві, вихована двома своїми тіточками Мері і Елсі Лінн, які грають провідну роль у вельми консервативному пуританському маленькому містечку. І ніхто в містечку не підозрює, що за скромною дівчиною ховається бунтарська душа, яка поки що бунтує мовчки. Ховаючись під псевдонімом Керолайн Адамс, вона пише бестселери (зараз цей жанр називається «жіночим романом»), якими зачитується вся країна.
Коли один з її романів опублікували в місцевій газеті, містечко сколихнув неймовірний скандал. Місцевий літературний гурток, що складається з благопристойних матрон, готовий задушити автора, а заодно і місцевого редактора. Палаючи праведним гнівом, а потай зачитуючись захоплюючим чтивом, вони забороняють друкувати подібні «непристойності» в місцевій газетці, щоб уберегти містечко від вигаданої розпусти.

## У ролях
- Айрін Данн — Теодора Лінн
- Мелвін Дуглас — Майкл Грант
- Томас Мітчелл — Джед Вотербері
- Тьюрстон Холл — Артур Стівенсон
- Елізабет Рісдон — тітка Мері
- Маргарет МакВейд — тітка Елсі
- Спрінг Баїнтон — Ребекка Перрі
- Нана Брайант — Етель Стівенсон
- Генрі Колкер — Джонатан Грант